# Chthonius cavophilus
Chthonius cavophilus är en spindeldjursart som beskrevs av Hadzi 1939. Chthonius cavophilus ingår i släktet Chthonius och familjen käkklokrypare. Inga underarter finns listade i Catalogue of Life.